# 뉴라민산
뉴라민산(영어: neuraminic acid) 또는 5-아미노-3,5-다이디옥시-D-글리세로-D-갈락토-논-2-우로소닉산(5-amino-3,5-dideoxy-D-glycero-D-galacto-non-2-ulosonic acid)은 케토노노스의 유도체로 9탄소 단당류(노노스) 당산 (산성당)이다. 뉴라민산은 피루브산과 D-만노사민(2-아미노-2-디옥시만노스)의 알돌 축합 생성물이다. 뉴라민산은 자연계에서 생성되지는 않지만 많은 뉴라민산 유도체들은 동물조직 및 세균에 널리 분포되어 있고, 특히 당단백질 및 강글리오사이드에서 발견된다. 뉴라민산의 N- 또는 O- 치환 유도체는 총괄하여 시알산으로 알려져 있고, 포유동물의 세포에서 주된 형태는 N-아세틸뉴라민산이다. 아미노기는 아세틸기 또는 글리코릴기를 갖는다. 하이드록시 치환체는 상당히 다양할 수 있는데, 아세틸, 락틸, 메틸, 설페이트 및 포스페이트기가 발견되었다.
"뉴라민산"이란 이름은 1941년 독일의 과학자 E. 클렌크(E. Klenk)에 의해 도입되었으며, 뇌 지질과 관련된 분해 산물로부터 그 이름이 유래되었다.
뉴라민산에 일반적으로 사용되는 약어는 Neu이며, 잔기는 보통 생물체에서 화학적으로 변형된 형태로 발견된다. 일족으로서 이러한 유도체들은 시알산으로 알려져 있다. 예를 들어, 사람에서 N-아세틸뉴라민산(Neu5Ac)은 전형적인 당단백질이다.
이들의 많은 생물학적 기능 중에서도 이들의 구조는 뉴라민산 잔기를 분해하는 효소인 뉴라민가수분해효소(neuraminidase)의 기질로 작용한다. 인간 독감 바이러스는 "H#N#"이라는 이름의 뉴라민가수분해효소가 있으며, H는 적혈구응집소(hemaglutinin)의 동형단백질(isoform)을 의미하고, N은 바이러스의 뉴라민가수분해효소의 동형단백질을 의미한다.

## 같이 보기
- N-아세틸뉴라민산
- 시알산